# Британська Індія в Другій світовій війні
До моменту початку війни Індія перебувала під колоніальним контролем Великої Британії, яка офіційно оголосила війну Німеччині у вересні 1939 року.

## Розвиток збройних сил Британської Індії
Британське командування вважало, що японці можуть вторгнутися до Бірми через територію Шанської області, єдиною дорогою з Лаосу. Варіант південного шляху, через Тенассерім, практично не розглядався, оскільки через гористий і лісистий перешийок Кра можна було пробитися лише стежками. З огляду на це командувач військами в Бірмі генерал Дональд Кеннет Маклеод направив напередодні війни 13-ту індійську і 1-шу бірманську бригади в Шанську область, залишивши на півдні Бірми тільки 2-гу бірманську бригаду, яка повинна була обороняти 500-км ділянку кордону, а також міста Моулмейн і Тавой, і транзитний аеродром в Вікторія-пойнт (нині Кодаун) на південному краю Бірми.
У березні 1941 року уряд Індії переглянув план оборони своїх територій. Японські плани вимагали необхідність заміни підрозділів, через що були створені п'ять нових піхотних дивізій: чотирнадцятий, сімнадцятий, дев'ятнадцятий, двадцятий і сімнадцята дивізії і два танкові формування, 31 індійська бронетанкова дивізія, 50 індійська танкова бригада, сім нових танкових полків і 50 піхотних батальйонів
Японськими планами в Бірмі спочатку передбачалося лише захоплення Рангуну, столиці та головного морського порту в країні. Це дало б змогу перекрити суходольний транспортний коридор в Китай та забезпечити стратегічний захист японських завоювань в Малайї і голландській Ост-Індії.
Мусульманська ліга підтримала британський уряд відразу ж, в той час як найбільша і найвпливовіша партія Конгресу виступила проти, використовуючи війну в політичних цілях. Індійський національний конгрес засудив нацистську Німеччину, але декларував, що не боротиметься, поки Індія не стане незалежною, бо нацизм і британське колоніальне панування, по суті, мало чим відрізняються. Конгрес почав рух «Покиньте Індію» в серпні 1942 року, відмовляючись співпрацювати з урядом до проголошення незалежності Індії. Британський уряд відразу ж заарештував більше 60 000 національних і місцевих лідерів Конгресу, і вони перебували у в'язниці до червня 1945 р. Ліга ж відкинула рух «Геть з Індії» і працювала в тісній співпраці з британською владою.

## Індійські війська у Другій світовій війні
У 1939 році регулярна індійська армія становила всього 205 000 осіб. Але до 1945 року Індійська добровольча армія була найбільшим подібним формуванням в історії, досягнувши понад 2,5 млн. чоловік. Індійські солдати заробили 30 хрестів Вікторії під час Другої світової війни. Кілька індійських князівств надали великі пожертви для підтримки антифашистських військ під час війни. Крім того, Індія надала базу для американських операцій в Південно-східній Азії.
1941 року в Бірмі знаходилися 1-ша бірманська дивізія (у складі 1-ї і 2-ї бірманських бригад), в квітні прибула 13-та індійська бригада (включена в 1-шу бірманську дивізію), в січні — 16-та індійська бригада (резерв командувача військами в Бірмі). У березні 1941 року уряд Індії переглянув схему оборони для Індії. Дивлячись на необхідність заміни японського плану і відправлення за кордон, п'ять нових піхотних дивізій, чотирнадцятий, сімнадцятий, дев'ятнадцятий, двадцятий і тридцять чотири дивізії і дві бронетанкові роботи, 27-я Індійська бронетанкова дивізія та 50-та Індійська тактична бригада Були потрібні сім нових бронетанкових полків і 50 нових піхотних батальйонів.
1942 року було сформовано армію і чотири піхотні дивізії (23, 25, 8, 16) і сорок три індіанські бронетанкові дивізії. Хоча виникнення подій і японських перемог в Протягом 1942 не було сформовано Attaisven підрозділу, яке має значення і використовувати блоки, призначені для нього де — то в іншому місці. Зокрема, дивізія Чхатті була сформована як організація британської індійської армії, але вона була сформована з експедиції Мадагаскару і британських бригад, що йдуть до Індії з Британії. Останнім підрозділом, побудованим в 1942 році, була двадцять шоста Індійська піхотна дивізія, яка була сформована на ранній швидкості з різних підрозділів підготовки або кемпінгу біля Калькутти.
1943. У планах 1943 року була інша піхотна дивізія, авіаційний дивізіон і важка бронетанкова бригада. Тільки тридцять чотири Індійські бронетанкові дивізії були сформовані шляхом об'єднання тридцяти трьох і сорока трьох танкових дивізій. Піхота отримала два додаткових батальйону піхоти, як зміна, коли він формування дивізії військ дивізії.

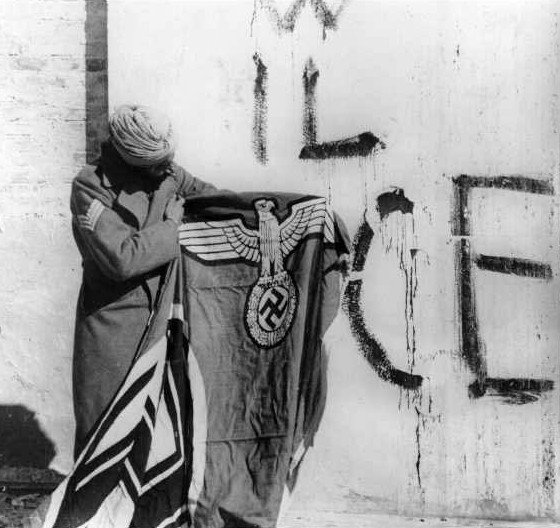
Індієць тримає прапор зі свастикою. Італія, 1945 р.

Домовленість була досягнута до грудня 1942 року, згідно з якою Індія була наголошена на формуванні агресивних операцій. Допомога повинна бути надана для 34 дивізій, включаючи двох британських, одну західно-африканську, одну східно-африканську і одинадцять індійських дивізій та інші частини армії Бірми.
Британський уряд послав індійські війська воювати в Західній Азії і Північній Африці проти країн гітлерівської коаліції.
У 1943 році був сформований комітет, який дав звіт про готовність армії і запропонувати поліпшення. Його рекомендації були такими:

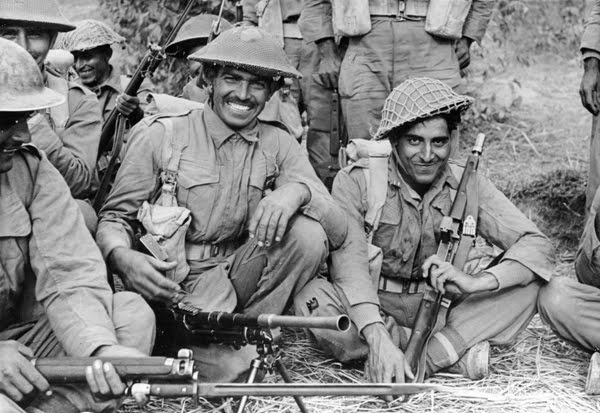
Індійські військові Другої світової війни.

Перші вимоги до офіцерів-кадетів і освічених новобранців повинні бути піхотою, а якість офіцерів і неофіційних офіцерів повинна бути покращена, а їхня оплата повинна бути збільшена.
Базова підготовка повинна бути збільшена до дев'яти місяців, після чого через два місяці повинна бути проведена спеціальна джунглі.
Необхідно вдосконалити систему зміцнення, а досвідчені сержантські офіси повинні бути включені до обов'язкових кадрів.
Піхотні бригади повинні включати британського, індійського і гуркського батальйону.
Чотирнадцять і сорок дев'ять дивізій було змінено на навчальні підрозділи, щоб допомогти в підготовці піхотного лісу в липні 1943 року. 116 — ї індійської піхотної бригади, то тридцять дев'ятого був наданий спеціальний перенавчання ліс поділу. У одній з учасників дивізії один дитячий батальйон мав витратити від бригади чотири-шість місяців перед тим, як піти на поле бою, щоб замінити розірваний батальйон. Навчання джунглів було передбачено для примусового вербування перших батальйонів індійських батальйонів, які вже обслуговувалися бригадами та підрозділами чотирнадцятої дивізії на полі битви в битві.
Після передбачуваного поганого виконання боїв у Малайї та Бірмі в 1942 році було вирішено, що існуюча піхотна дивізія буде більш обробленою, ніж потрібно. За його відмову, сімнадцять і дев'ятнадцять дивізій були відібрані і сформовані як легкі дивізії, причому тільки дві бригади, які в значній мірі залежали від тварин і чотирьох колісних транспортних засобів. 
Домовленість була досягнута до грудня 1942 року, згідно з якою Індія була наголошена на формуванні агресивних операцій. Допомога повинна бути надана для 34 дивізій, включаючи двох британських, одну західно-африканську, одну східно-африканську і одинадцять індійських дивізій та інші частини армії Бірми.
Індійські дивізії взяли участь в Східно-Африканській кампанії проти італійців у Сомалі, Еритреї та Абісинії.
Пізніше індійські дивізії взяли участь на Африканському театрі військових дій проти африканського корпусу, де індійські артилеристи відіграли важливу роль у знищенні танкових дивізій Роммеля. Індійські війська також відіграли величезну роль у звільненні Італії від фашизму.
Британська королівська індійська армія також використовувалася проти японських військ у британській Бірмі, і саме вона зупинила японські війська на території Індії в битвах за Імпхал і Кохіма, а також в їх просуванні на Захід.

## Склад військ

##### Піхотні Дивізії
Піхотні дивізії мали три піхотні бригади і три піхотні батальйони. Взагалі, у кожного батальйону був батальйон британців і два батальйони індійського або горха. Три бригади були повністю побудовані з батальйонами Горха. Після посилення британської піхоти під час війни, внаслідок того, що в Південно-Східній азійській зоні вона була рідше, індіанські частини були замінені британськими батальонами в битвах в Бірмі.
У підрозділі зі стандартним МТ (механічним транспортом), підрозділ був розвідувальною частиною з механізованим кавалерійським полком і батальйоном вагонного кулемета, оснащеним кулеметом Віккерса. (Кожен полк Індійської армії, крім піхотних батальйонів, розвивався як кулеметний батальйон.) Дивізійна артилерія мала три польові артилерійські полки, танки і зенітний полк. Існували індикативні, медичні та транспортні підрозділи з трьома інженерними родовищами та інженерною компанією на місцях.
Існувала різниця у складі піхоти на основі цієї ролі. Легкі дивізії утворилися в 1942 році (чотирнадцятий, сімнадцятий і дев'ятий), були тільки дві бригади і не вистачало важкої техніки. Транспортні засоби забезпечували шість мулів і чотири позашляховика Jeep. Цей тип поділу згодом було видалено. Як випливає з назви, відділ тварин і механізованих перевезень (A & MT) (сьомий, двадцятий і двадцятий, а потім і п'ятий) були сумішшю транспортування тварин і транспортних засобів.  Один з польових артилерійських полків, перевезених на транспортний засіб, був замінений гірським артилерійським полком, який був доставлений до мула. Дивізійну розвідувальну частину замінив легко обладнаний батальйон піхоти, а інший стандартний піхотний батальйон був оснащений підрозділом оборони.
27 травня 1944 року генерал Джордж Гіфард (командувач Одинадцятої армійської групи) наказав, щоб усі індійські дивізії, які воювали в Бірмі, прийняли установку A & MT  Пізніше того ж року генерал-лейтенант Вільям Слім (командувач чотирнадцятою армією), відносно в надії на механізовані операції на відкритій низовині центральної Бірми, дві дивізії (п'ята і сімнадцята) з двома моторизованими бригадами і бригадою аеропортів Перетворюється в змішану заміну.  У квітні 1945 року двадцяте відділення було перетворено на частково моторизовану установу після отримання транспортних засобів британського підрозділу з поверненням співробітників з Бірми. У травні 1940 року, п'ять піхотних дивізій і одна танкова дивізія британського й індійського уряду узгодили створення 6-ої, 7-ої, 8-ої, 9-ої та 10-ої стрілецької дивізій і 31-ої індійської дивізії броньованої техніки. Ці нові підрозділи Malaya (9-а дивізія) й Ірак (шостий, восьмий і десятий мав бути використаний для захисту) броньований Division III Індійський двигун бригада Міс І мали бути залученими, але інша частина дефіциту бронетехніки була зупинена через формування танкової дивізії протягом деякого часу.

##### Військово-повітряні сили
Індійська 50-а незалежна парашутна бригада була сформована 29 жовтня 1941 року за допомогою британського 151-го парашутного батальйону, 152-го Індійського парашутного батальйону і 153-го парашутного батальйону Горкха, середнього автоматного і середнього мінометного загонів. Пізніше назва 151-го батальйону отримала назву 156-го батальйону, і він повернувся до Британії. Було сформовано ще один батальйон Горкха (154-й), але в березні 1944 він не був включений в бригаду, оскільки був залученим у битву під Сангшак.

##### Жіночий допоміжний корпус

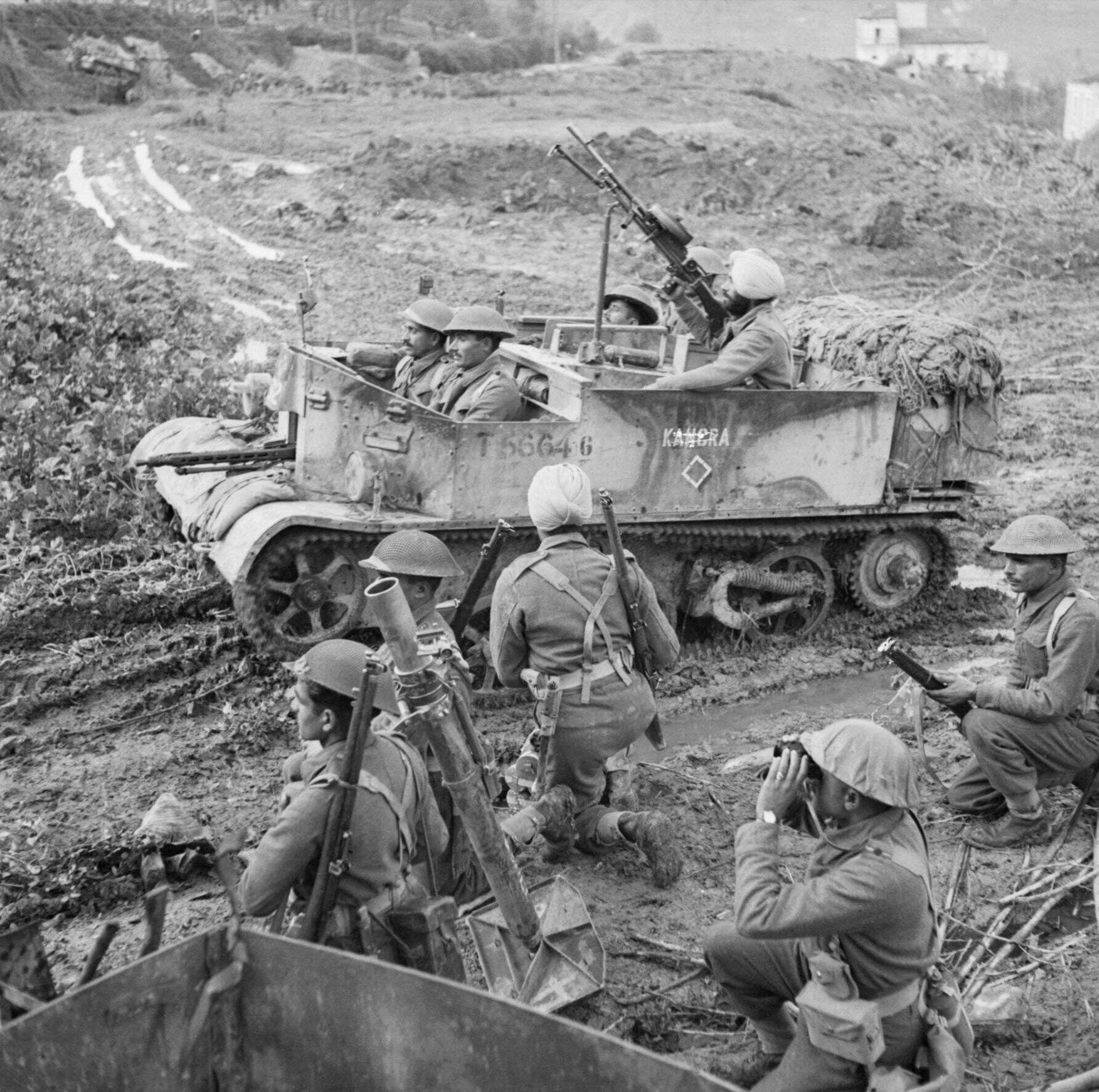
Універсальний авіаносець і мінометна група 6-го Королівського прикордонного корпусу Індії в Італії, 13 грудня 1943 р. NA9785

Жіночий асистентський корпус був сформований у травні 1942 року, коли мінімальний вік новобранок становив 18 років, і їм було надано чиновницькі чи внутрішні обов'язки. У грудні 1942 року мінімальний вік був скорочений до 17 років, а до кінця війни було зареєстровано 11500 жінок. Добровольців можна було набирати на місцевих або загальних умовах служби. Призовників, набраних на загальну службу, можна направити в будь-яку частину Індії для надання своїх послуг. У порівнянні з двома мільйонами чоловіків, корпус з 11 500 жінок здається не дуже великим, але у вербуванні, кастовій і комунальній ваганнях завжди стояв бункер перешкод. У той час індійські жінки не нагадували чоловіків у соціальному чи робочому часі, і значна частина корпусу формувалася з англо-азійської секти.

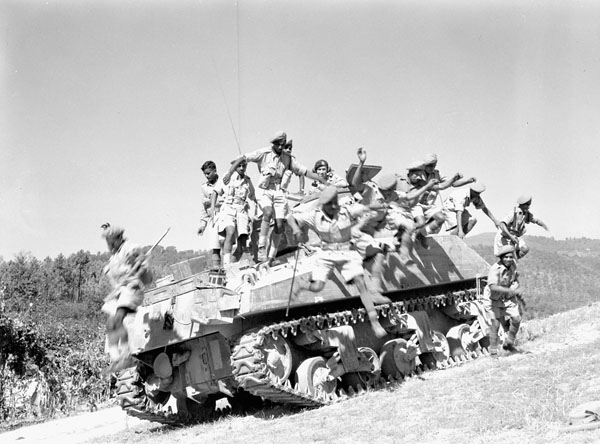
Легка механізована піхота 1944.